# 国立病院機構琉球病院
独立行政法人国立病院機構琉球病院（どくりつぎょうせいほうじんこくりつびょういんきこうりゅうきゅうびょういん）は、沖縄県国頭郡金武町に位置する医療機関である。旧国立療養所琉球病院。国が直営する施設等機関（旧国立療養所）であったが、2004年に独立行政法人化。独立行政法人国立病院機構が運営している。政策医療分野における精神疾患、重症心身障害の専門医療施設であり、医療観察法病棟を有する。

## 沿革
- 1949年3月1日 - 沖縄民政府立沖縄精神病院として開設。
- 1950年4月1日 - 沖縄群島政府立沖縄精神病院となる。
- 1952年4月1日 - 琉球政府立琉球精神病院となる。
- 1972年5月15日 - 本土復帰に伴い、厚生省に移管され国立療養所琉球精神病院となる。
- 1986年4月1日 - 国立療養所琉球病院に改称。
- 2004年4月1日 - 国立病院が独立行政法人として発足し、現在の名称に至る。
- 2007年 2月1日 - 医療観察法病棟（17床）開設
- 2008年 3月10日 - 重心80床、精神326床（病床数406床）
- 2010年 3月24日 - 医療観察法病棟増床（35床）へ
- 2018年 8月1日 - 重症心身障がい児(者)病棟増床（90床）

## 診療科
- 内科
- 精神科
- 神経科
- 小児科
- 歯科
- リハビリテーション科

## 医療機関指定
出典
| 精神保健福祉法・生活保護法・公害健康被害補償法 | 沖縄県北圏域精神科救急医療輪番施設                                                |
| 沖縄県北圏域精神科応急入院指定病院             | 医療観察法指定通院医療機関                                                        |
| 医療観察法指定入院医療機関                     | 沖縄県選定依存症専門医療機関 (アルコール健康障害・薬物依存症・ギャンブル等依存症) |
| 沖縄県災害拠点精神科病院(2021年9月9日指定)     |                                                                                   |

## 病棟・病床数
統合失調症、うつ病患者等の治療やリハビリを行う一般病棟の他にアルコール使用障害、認知症治療専門の病棟も存在する。
- 全病床数：406床（2010年3月24日現在）
  - 精神病床数：291床
  - 重症心身障害者：80床 - 1976年に重症心身障害者専用の病棟を開設。
  - 医療観察：35床 - 2007年に17床新設し、2010年に医療観察法病棟が開設。

## 交通アクセス
病院公式サイト　アクセス参照